# Матильда Фризская
Матильда Фризская (фр. Mathilde de Frise; около 1024—1044) — королева Франции в 1034—1044 годах. Матильда была дочерью маркграфа Западной Фризии Людольфа Фризского и Гертруды фон Эгисхейм. В 1034 году Матильда сочеталась браком с королём Франции Генрихом I из династии Капетингов. От этого брака родилась только мертворождённая дочь.

## Биография
Первоначально Генрих I был обручён с Матильдой, дочерью императора Священной Римской империи Конрада II, но брак не состоялся из-за преждевременной смерти невесты в 1034 году.
В том же 1034 году Генрих I женился на Матильде, дочери Людольфа Фризского, причём ей было всего около десяти лет. Однако в 1044 году она скончалась в результате неудачного кесарева сечения, родив мёртвую дочь.
Личность Матильды была установлена бельгийским исследователем Жаном Дондом в 1965 году как предположение, на основании двух указаний средневековых хронистов. По одному свидетельству, она была «из императорского рода» (лат. «ex Cesarum prosapie»), то есть, потомком Каролингов; по другому, была «племянницей императора Генриха» (лат. «neptis Heinrici imperatoris»). По хронологическим соображениям было решено, что речь идет об императоре Свящнной Римской империи Генрихе III. Этим условиям должна была удовлетворять дочь графа Западной Фризии Людольфа, единоутробного брата Генриха III и праправнука Людовика IV Заморского.
Предположение о том, что Матильда была дочерью Людольфа, поддержал Сабольч де Важай, указавший, что этот брак сближал короля Франции не только с императором, но и с его могущественными вассалами, семьями Брунонов и Эгисхейм-Дабсбургов, владевшими землями в Северной Германии от устья Шельды до Нордмарка, будущего Бранденбурга.
По мнению этого историка, родственные связи Брунонов позволяют ответить на интересный вопрос — откуда Генрих I мог узнать о том, что у Ярослава Мудрого есть дочь на выданье. Племянница Матильды Ода Штаденская, дочь её старшей сестры Иды, вышла замуж за русского князя, предположительно, за Святослава Ярославича, брата второй жены французского короля. Однако, этот брак, по расчетам исследователей, вряд ли мог быть заключен ранее 1070-х годов.

## Семья
- Муж: (с 1034 года) Генрих I Французский, сын короля Роберта II Благочестивого и Констанции Арльской, дочери графа Прованса Гильома I Провансского и Аделаиды Анжуйской.
  - мертворождённая дочь.